# Adam Krawiec
Adam Krawiec (ur. 1970) – polski historyk, dr hab. nauk humanistycznych, profesor nadzwyczajny Instytutu Historii Wydziału Historii Uniwersytetu im. Adama Mickiewicza w Poznaniu.

## Życiorys
1 marca 1999 obronił pracę doktorską Seksualizm w średniowiecznej Polsce, 6 czerwca 2011 habilitował się na podstawie pracy zatytułowanej Ciekawość świata w średniowiecznej Polsce. Otrzymał nominację profesorską. Został zatrudniony na stanowisku adiunkta w Instytucie Historii na Wydziale Historii Uniwersytetu im. Adama Mickiewicza.
Objął funkcję profesora nadzwyczajnego w Instytucie Historii na Wydziale Historii Uniwersytetu im. Adama Mickiewicza w Poznaniu.

## Zainteresowania
Prócz pracy zawodowej jego zainteresowania obejmują historię najnowszą, zwłaszcza z okresu zimnej wojny, oraz współczesne lotnictwo.